# Championnat d'Europe féminin de handball 2002
Navigation
Roumanie 2000 Hongrie 2004
La 5e édition du Championnat d'Europe féminin de handball s'est déroulé du 6 au 15 décembre 2002 au Danemark, six ans après la deuxième édition.
Premier championnat d'Europe organisé avec 16 équipes, la compétition est composée d'un tour préliminaire, d'un tour principal et d'une phase finale à quatre. Le Danemark et la Norvège se défient une troisième fois en finale et le titre tombe dans l'escarcelle danoise (25-22). L'équipe de France remporte sa première médaille européenne, le bronze, face à la Russie (27-22). Pour la première fois une Française, Stéphanie Cano, apparaît dans l'équipe type, en tant que meilleure ailière droite tandis que la Danoise Karin Mortensen est sacrée MVP. Avec 58 buts marqués, le Hongroise Ágnes Farkas termine meilleure marqueuse pour la seconde fois.

## Présentation

### Sites
La compétition s'est déroulée sur trois sites :
- Aarhus : tour préliminaire (Groupe B et D), tour principal (Groupe 1) et phase finale
- Farum : tour préliminaire (Groupe C) et tour principal (Groupe 2)
- Helsinge : tour préliminaire (Groupe A).

### Qualifications
Douze pays participent à la compétition :
| Pays           | Qualifié en tant que          | Apparitions précédentes | Apparitions précédentes |
| -------------- | ----------------------------- | ----------------------- | ----------------------- |
| Danemark       | Pays organisateur             | 4                       | 1994, 1996, 1998, 2000  |
| Hongrie        | Demi-finaliste de l'Euro 2000 | 4                       | 1994, 1996, 1998, 2000  |
| Ukraine        | Demi-finaliste de l'Euro 2000 | 4                       | 1994, 1996, 1998, 2000  |
| Russie         | Demi-finaliste de l'Euro 2000 | 4                       | 1994, 1996, 1998, 2000  |
| Roumanie       | Demi-finaliste de l'Euro 2000 | 4                       | 1994, 1996, 1998, 2000  |
| France         | Cinquième de l'Euro 2000      | 1                       | 2000                    |
| Allemagne      | Vainqueur en barrages         | 4                       | 1994, 1996, 1998, 2000  |
| Autriche       | Vainqueur en barrages         | 4                       | 1994, 1996, 1998, 2000  |
| Biélorussie    | Vainqueur en barrages         | 1                       | 2000                    |
| Espagne        | Vainqueur en barrages         | 1                       | 1998                    |
| Norvège        | Vainqueur en barrages         | 3                       | 1994, 1996, 1998, 2000  |
| Pays-Bas       | Vainqueur en barrages         | 1                       | 1998                    |
| Slovénie       | Vainqueur en barrages         | 0                       | -                       |
| Suède          | Vainqueur en barrages         | 2                       | 1994, 1996              |
| Rép. tchèque   | Vainqueur en barrages         | 1                       | 1994                    |
| RF Yougoslavie | Vainqueur en barrages         | 1                       | 2000                    |

Remarque : le vainqueur de l'édition est indiqué en gras et le pays hôte en italique.

## Tour préliminaire

### Groupe A
|   | Équipe         | Pts | J | G | N | P | Bp | Bc | Diff |
| - | -------------- | --- | - | - | - | - | -- | -- | ---- |
| 1 | RF Yougoslavie | 6   | 3 | 3 | 0 | 0 | 93 | 76 | 17   |
| 2 | Roumanie       | 4   | 3 | 2 | 0 | 1 | 82 | 78 | 4    |
| 3 | Autriche       | 2   | 3 | 1 | 0 | 2 | 77 | 83 | -6   |
| 4 | Suède          | 0   | 3 | 0 | 0 | 3 | 79 | 94 | -15  |

Roumanie - Autriche : 27 - 21
RF Yougoslavie - Suède : 31 - 28
Suède - Roumanie : 25 - 30
Autriche - RF Yougoslavie : 23 - 30
Roumanie - RF Yougoslavie : 25 - 32
Autriche - Suède : 33 - 26

### Groupe B
|   | Équipe   | Pts | J | G | N | P | Bp | Bc | Diff |
| - | -------- | --- | - | - | - | - | -- | -- | ---- |
| 1 | Danemark | 6   | 3 | 3 | 0 | 0 | 74 | 63 | 11   |
| 2 | France   | 4   | 3 | 2 | 0 | 1 | 66 | 65 | 1    |
| 3 | Ukraine  | 2   | 3 | 1 | 0 | 2 | 72 | 77 | -5   |
| 4 | Pays-Bas | 0   | 3 | 0 | 0 | 3 | 73 | 80 | -7   |

Ukraine - Danemark : 23 - 27
France - Pays-Bas : 25 - 24
Pays-Bas - Ukraine : 26 - 28
Danemark - France : 20 - 17
Ukraine - France : 21 - 24
Danemark - Pays-Bas : 27 - 23

### Groupe C
|   | Équipe    | Pts | J | G | N | P | Bp | Bc | Diff | Dép |
| - | --------- | --- | - | - | - | - | -- | -- | ---- | --- |
| 1 | Norvège   | 5   | 3 | 2 | 1 | 0 | 75 | 61 | 14   | -   |
| 2 | Russie    | 3   | 3 | 1 | 1 | 1 | 67 | 70 | -3   | -   |
| 3 | Allemagne | 2   | 3 | 1 | 0 | 2 | 71 | 78 | -7   | +4  |
| 4 | Espagne   | 2   | 3 | 0 | 2 | 1 | 76 | 80 | -4   | -4  |

Russie - Allemagne : 25 - 22
Norvège - Espagne : 25 - 25
Espagne - Russie : 24 - 24
Allemagne - Norvège : 18 - 26
Russie - Norvège : 18 - 24
Allemagne - Espagne : 31 - 27

### Groupe D
|   | Équipe       | Pts | J | G | N | P | Bp | Bc | Diff |
| - | ------------ | --- | - | - | - | - | -- | -- | ---- |
| 1 | Hongrie      | 6   | 3 | 3 | 0 | 0 | 98 | 77 | 21   |
| 2 | Rép. tchèque | 4   | 3 | 2 | 0 | 1 | 76 | 72 | 4    |
| 3 | Slovénie     | 2   | 3 | 1 | 0 | 2 | 75 | 79 | -4   |
| 4 | Biélorussie  | 0   | 3 | 0 | 0 | 3 | 65 | 86 | -21  |

Hongrie - Biélorussie : 34 - 23
République Tchèque - Slovénie : 25 - 20
Slovénie - Hongrie : 28 - 31
Biélorussie - République Tchèque : 19 - 25
Hongrie - République Tchèque : 33 - 26
Biélorussie - Slovénie : 23 - 27

## Tour principal

### Groupe 1
|   | Équipe         | Pts | J | G | N | P | Bp  | Bc  | Diff | Dép |
| - | -------------- | --- | - | - | - | - | --- | --- | ---- | --- |
| 1 | Danemark       | 10  | 5 | 5 | 0 | 0 | 126 | 108 | 18   | -   |
| 2 | France         | 6   | 5 | 3 | 0 | 2 | 121 | 124 | -3   | +2  |
| 3 | RF Yougoslavie | 6   | 5 | 3 | 0 | 2 | 153 | 129 | 24   | -2  |
| 4 | Roumanie       | 4   | 5 | 2 | 0 | 3 | 120 | 124 | -4   | +6  |
| 5 | Autriche       | 4   | 5 | 2 | 0 | 3 | 126 | 124 | 2    | -6  |
| 6 | Ukraine        | 0   | 5 | 0 | 0 | 5 | 104 | 141 | -37  | -   |

RF Yougoslavie - France : 27 - 29
Ukraine - Roumanie : 17 - 19
RF Yougoslavie - Ukraine : 39 - 24
Danemark - Roumanie : 25 - 23
France - Autriche : 22 - 30
Danemark - Autriche : 26 - 20
Autriche - Ukraine : 32 - 19
Roumanie - France : 26 - 29
RF Yougoslavie - Danemark : 25 - 28

### Groupe 2
|   | Équipe       | Pts | J | G | N | P | Bp  | Bc  | Diff |
| - | ------------ | --- | - | - | - | - | --- | --- | ---- |
| 1 | Norvège      | 10  | 5 | 5 | 0 | 0 | 135 | 103 | 32   |
| 2 | Russie       | 8   | 5 | 4 | 0 | 1 | 138 | 116 | 22   |
| 3 | Hongrie      | 6   | 5 | 3 | 0 | 2 | 146 | 142 | 4    |
| 4 | Rép. tchèque | 4   | 5 | 2 | 0 | 3 | 120 | 129 | -9   |
| 5 | Slovénie     | 2   | 5 | 1 | 0 | 4 | 124 | 143 | -19  |
| 6 | Allemagne    | 0   | 5 | 0 | 0 | 5 | 111 | 141 | -30  |

Norvège - République Tchèque : 27 - 20
Slovénie - Russie : 22 - 27
Norvège - Slovénie : 34 - 24
Hongrie - Russie : 29 - 39
République Tchèque - Allemagne : 30 - 20
Hongrie - Allemagne : 30 - 25
Allemagne - Slovénie : 26 - 30
Russie - République Tchèque : 29 - 19
Norvège - Hongrie : 24 - 23

## Phase finale
|  | Demi-finales             | Demi-finales             |                        |    | Finale                   | Finale                   |
|  | Demi-finales             | Demi-finales             |                        |    | Finale                   | Finale                   |
|  |                          |                          |                        |    |                          |                          |
|  | 14 décembre 2002, Aarhus | 14 décembre 2002, Aarhus |                        |    | 15 décembre 2002, Aarhus | 15 décembre 2002, Aarhus |
|  | 14 décembre 2002, Aarhus | 14 décembre 2002, Aarhus |                        |    | 15 décembre 2002, Aarhus | 15 décembre 2002, Aarhus |
|  | Norvège                  | 21                       |                        |    | 15 décembre 2002, Aarhus | 15 décembre 2002, Aarhus |
|  | Norvège                  | 21                       |                        |    | 15 décembre 2002, Aarhus | 15 décembre 2002, Aarhus |
|  | France                   | 16                       |                        |    | 15 décembre 2002, Aarhus | 15 décembre 2002, Aarhus |
|  | France                   | 16                       | Norvège                | 22 |                          |                          |
|  | 14 décembre 2002, Aarhus |                          | Norvège                | 22 |                          |                          |
|  |                          | Danemark                 | 25                     |    |                          |                          |
|  | Danemark                 | Danemark                 | 25                     | 22 |                          |                          |
|  | Danemark                 |                          |                        | 22 |                          |                          |
|  | Russie                   | 18                       |                        |    |                          |                          |
|  | Russie                   | 18                       | Match pour la 3e place |    |                          |                          |
|  |                          |                          |                        |    |                          |                          |
|  | 15 décembre 2002, Aarhus |                          |                        |    |                          |                          |
|  |                          |                          |                        |    |                          |                          |
|  | France                   | 27                       |                        |    |                          |                          |
|  | France                   | 27                       |                        |    |                          |                          |
|  | Russie                   | 22                       |                        |    |                          |                          |
|  | Russie                   | 22                       |                        |    |                          |                          |

### Demi-finales
| 14 décembre 2002 14h30 | France           | 16–21   | Norvège           | Arenaen, Aarhus Affluence : 4 000 Arbitrage : Migas, Bavas |
| 14 décembre 2002 14h30 | Stéphanie Cano 4 | (8–9)   | quatre joueuses 3 | Arenaen, Aarhus Affluence : 4 000 Arbitrage : Migas, Bavas |
| 14 décembre 2002 14h30 | ×3 ×2            | Archive | ×3 ×4             | Arenaen, Aarhus Affluence : 4 000 Arbitrage : Migas, Bavas |

- France : Nicolas (9 arrêts) ; Cano (4), Tervel (3), Van Parys-Torres et Castioni (2), Szabo, Pecqueux-Rolland, Wendling, Ludwig et Moreau (1).
- Norvège : Tjugum (17 arrêts) ; Larsen, Sandve, Hammerseng et Hilmo (3), Tuven et Rosenberg (2), Nyberg, Sørlie-Lybekk, Hundvin, Sættem et Harsaker (1).

| 14 décembre 2002 17h00 | Danemark            | 22–18   | Russie               | Arenaen, Aarhus Affluence : 4 200 Arbitrage : Kékes, Kékes |
| 14 décembre 2002 17h00 | Kristine Andersen 7 | (8–11)  | Marina Naoukovitch 7 | Arenaen, Aarhus Affluence : 4 200 Arbitrage : Kékes, Kékes |
| 14 décembre 2002 17h00 | ×2                  | Archive | ×2 ×3                | Arenaen, Aarhus Affluence : 4 200 Arbitrage : Kékes, Kékes |

- Danemark : Mortensen (18 arrêts) ; Andersen (7), Fruelund (6), Daugaard (5), Johansen (2), Vestergaard-Larsen et Jensen (1).
- Russie : Sidorova (10 arrêts), Bogdanova (1 arrêt) ; Naoukovitch (7), Poltoratskaïa (4), Mouravieva et Toureï (2), Romenskaïa, Bodnieva et Ignattchenko (1).

### Match pour la3eplace
| 15 décembre 2002 14h30 | Russie               | 22–27   | France           | Arenaen, Aarhus Arbitrage : Marić, Gardinovački |
| 15 décembre 2002 14h30 | Mouravieva, Toureï 5 | (11–14) | Stéphanie Cano 8 | Arenaen, Aarhus Arbitrage : Marić, Gardinovački |
| 15 décembre 2002 14h30 | ×2 ×3                | Archive | ×3 ×6            | Arenaen, Aarhus Arbitrage : Marić, Gardinovački |

- Russie : Sidorova (16 arrêts) ; Mouravieva et Toureï (5), Poltoratskaïa et Dyadetchko (3), Bodnieva (2), Chipilova, Koltchina, Naoukovitch et Ignattchenko (1).
- France : Nicolas (19 arrêts) ; Cano (8), Szabo (6), Pecqueux-Rolland (4), Van Parys-Torres (3), Myaro, Saïd Mohamed, Wendling, Korfanty, Ludwig et Tervel (1).

### Finale
| 15 décembre 2002 17h00 | Danemark        | 25–22   | Norvège          | Arenaen, Aarhus Affluence : 4 200 Arbitrage : Rančík, Beňo |
| 15 décembre 2002 17h00 | Line Daugaard 6 | (13–11) | Gro Hammerseng 7 | Arenaen, Aarhus Affluence : 4 200 Arbitrage : Rančík, Beňo |
| 15 décembre 2002 17h00 | ×2              | Archive | ×2 ×3            | Arenaen, Aarhus Affluence : 4 200 Arbitrage : Rančík, Beňo |

- Danemark : Mortensen (23 arrêts) ; Daugaard (7), Hørlykke-Jørgensen (5), Fruelund (4), Touray (3), Vestergaard-Larsen et Brødsgaard (2), D. Andersen et K. Andersen (1).
- Norvège : Tjugum (13 arrêts), Kopperud Slevigen (5 arrêts) ; Hammerseng (7), Tuven (4), Larsen et Rosenberg (3), Sørlie-Lybekk et Sættem (2), Hilmo (1).

## Matchs de classement
Match pour la 5e place
 RF Yougoslavie -  Hongrie : 39 - 43
Match pour la 7e place
 Roumanie -  Rép. tchèque : 19 - 17

## Les championnes d'Europe
| Championnes d'Europe 2002 Danemark 3e titre |

## Classement final
| Rang                       | Équipe         | MJ | V | N | D | BP  | BC  | Diff |  |
| -------------------------- | -------------- | -- | - | - | - | --- | --- | ---- |  |
| Médaille d'or, Europe      | Danemark       | 8  | 8 | 0 | 0 | 200 | 171 | +29  |  |
| Médaille d'argent, Europe  | Norvège        | 8  | 6 | 1 | 1 | 203 | 169 | +34  |  |
| Médaille de bronze, Europe | France         | 8  | 5 | 0 | 3 | 189 | 191 | –2   |  |
| 4                          | Russie         | 8  | 4 | 1 | 3 | 202 | 189 | +13  |  |
|                            |                |    |   |   |   |     |     |      |  |
| 5                          | Hongrie        | 7  | 5 | 0 | 2 | 223 | 204 | +19  |  |
| 6                          | RF Yougoslavie | 7  | 4 | 0 | 3 | 223 | 200 | +23  |  |
| 7                          | Roumanie       | 7  | 4 | 0 | 3 | 169 | 166 | +3   |  |
| 8                          | Rép. tchèque   | 7  | 3 | 0 | 4 | 162 | 167 | –5   |  |
| 9                          | Autriche       | 6  | 3 | 0 | 3 | 159 | 150 | +9   |  |
| 10                         | Slovénie       | 6  | 2 | 0 | 4 | 151 | 166 | –15  |  |
| 11                         | Allemagne      | 6  | 1 | 0 | 5 | 142 | 167 | –25  |  |
| 12                         | Ukraine        | 6  | 1 | 0 | 5 | 132 | 167 | –35  |  |
|                            |                |    |   |   |   |     |     |      |  |
| 13                         | Espagne        | 3  | 0 | 2 | 1 | 75  | 80  | –5   |  |
| 14                         | Pays-Bas       | 3  | 0 | 0 | 3 | 73  | 80  | –7   |  |
| 15                         | Suède          | 3  | 0 | 0 | 3 | 79  | 94  | –15  |  |
| 16                         | Biélorussie    | 3  | 0 | 0 | 3 | 65  | 86  | –21  |  |

## Statistiques et récompenses

### Équipe-type
À l'issue du tournoi, l'équipe type du tournoi a été désignée,, :
- Meilleure joueuse (MVP) : Karin Mortensen,  Danemark
- Meilleure gardienne : Karin Mortensen,  Danemark
- Meilleure ailière gauche : Line Daugaard,  Danemark
- Meilleure arrière gauche : Ausra Fridrikas,  Autriche
- Meilleure demi-centre : Kristine Andersen,  Danemark
- Meilleure pivot : Lioudmila Bodnieva,  Russie
- Meilleure arrière droite : Lina Olsson Rosenberg,  Norvège
- Meilleure ailière droite : Stéphanie Cano,  France

### Statistiques
Les meilleures marqueuses sont :
| Rang | Joueuse               | Sélection      | Buts |
| ---- | --------------------- | -------------- | ---- |
| 1    | Ágnes Farkas          | Hongrie        | 58   |
| 2    | Ausra Fridrikas       | Autriche       | 54   |
| 3    | Irina Poltoratskaïa   | Russie         | 53   |
| 4    | Petra Čumplová        | Rép. tchèque   | 52   |
| 5    | Mélinda Jacques-Szabo | France         | 44   |
| 6    | Kristine Andersen     | Danemark       | 42   |
| 7    | Bojana Petrović       | RF Yougoslavie | 38   |
| 7    | Marina Naoukovitch    | Russie         | 38   |
| 9    | Lina Olsson Rosenberg | Norvège        | 36   |
| 9    | Silvana Ilić          | Slovénie       | 36   |
| 9    | Carmen Amariei        | Roumanie       | 36   |

Les meilleures gardiennes de but sont :
| Rang | Joueuse         | Sélection    | Arrêts |
| ---- | --------------- | ------------ | ------ |
| 1    | Karin Mortensen | Danemark     | 117    |
| 2    | Maria Sidorova  | Russie       | 85     |
| 3    | Lenka Černá     | Rép. tchèque | 83     |
| 4    | Heidi Tjugum    | Norvège      | 82     |
| 5    | Valérie Nicolas | France       | 81     |

## Effectifs des équipes sur le podium

### Championne d'Europe:Danemark
L'effectif du Danemark au championnat d'Europe 2002 est :
- Lene Rantala
- Ditte Andersen
- Mette Vestergaard Larsen
- Camilla Thomsen
- Christina Roslyng
- Heidi Johansen
- Rikke Hørlykke Bruun Jørgensen
- Winnie Mølgaard
- Karin Mortensen
- Trine Jensen
- Katrine Fruelund
- Louise Bager Nørgaard
- Kristine Andersen
- Karen Brødsgaard
- Line Daugaard
- Josephine Touray

Sélectionneur : Jan Pytlick

### Vice-championne d'Europe:Norvège
L'effectif de la Norvège au championnat d'Europe 2002 est :
- Heidi Tjugum
- Tonje Larsen
- Katja Nyberg
- Else-Marthe Sørlie-Lybekk
- Monica Sandve
- Mia Hundvin
- Kari-Anne Henriksen
- Gro Hammerseng
- Janne Tuven
- Mimi Kopperud Slevigen
- Birgitte Sættem
- Elisabeth Hilmo
- Katrine Lunde
- Anette Hovind Johansen
- Vigdis Hårsaker
- Lina Olsson Rosenberg

Sélectionneur : Marit Breivik

### Troisième place:France
L'effectif de la France au championnat d'Europe 2002 est :
- Joanne Dudziak
- Christine Vanparys Torres
- Sandrine Delerce
- Mélinda Jacques-Szabo
- Nodjialem Myaro
- Véronique Pecqueux-Rolland
- Myriame Saïd Mohamed
- Sophie Herbrecht
- Stéphanie Cano
- Isabelle Wendling
- Myriam Borg-Korfanty
- Stéphanie Ludwig
- Valérie Nicolas
- Alexandra Castioni
- Stéphanie Moreau
- Raphaëlle Tervel

Sélectionneur : Olivier Krumbholz